# コンゴ民主共和国におけるコーヒー生産

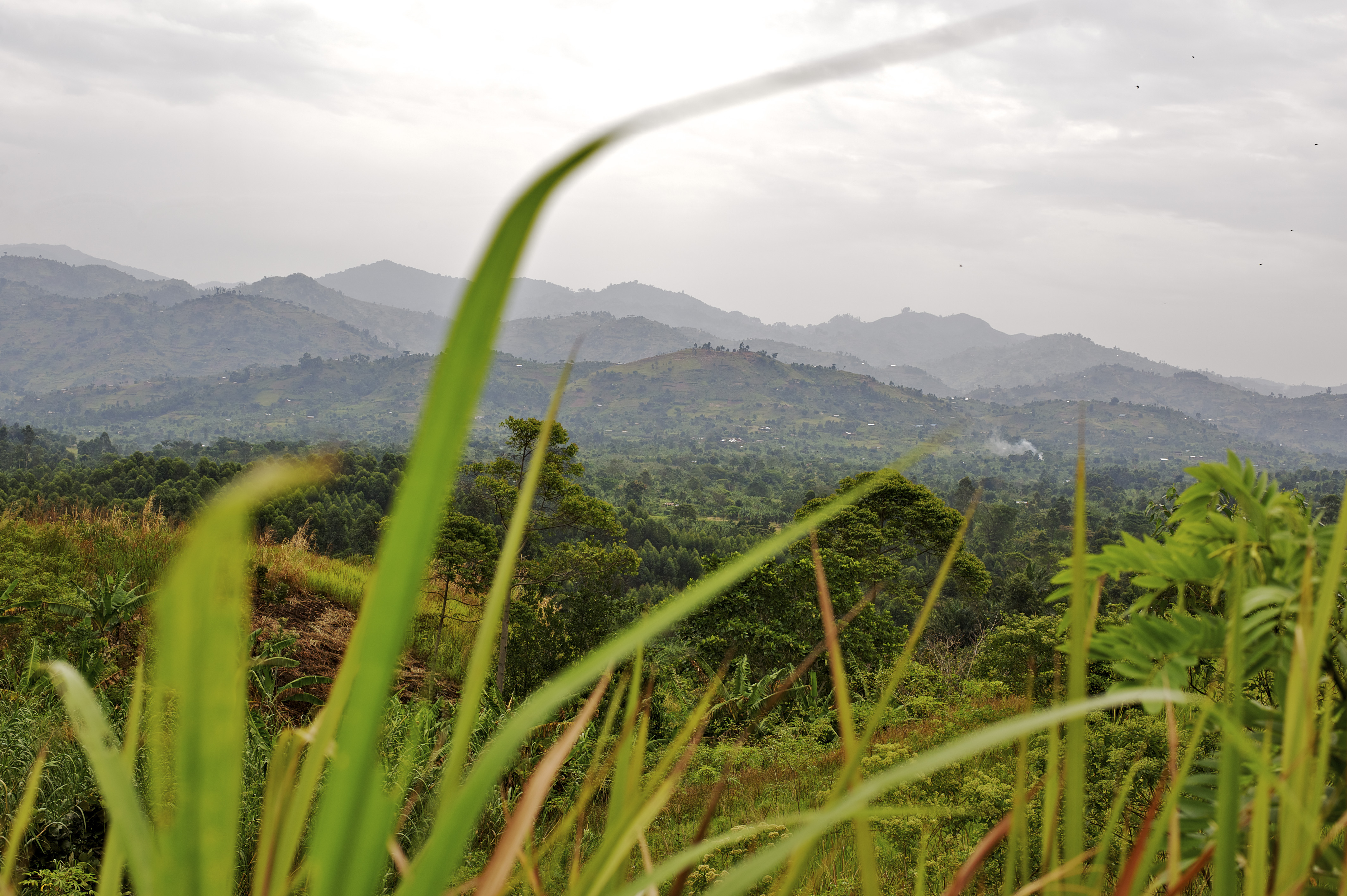
コンゴ民主共和国のコーヒープランテーション

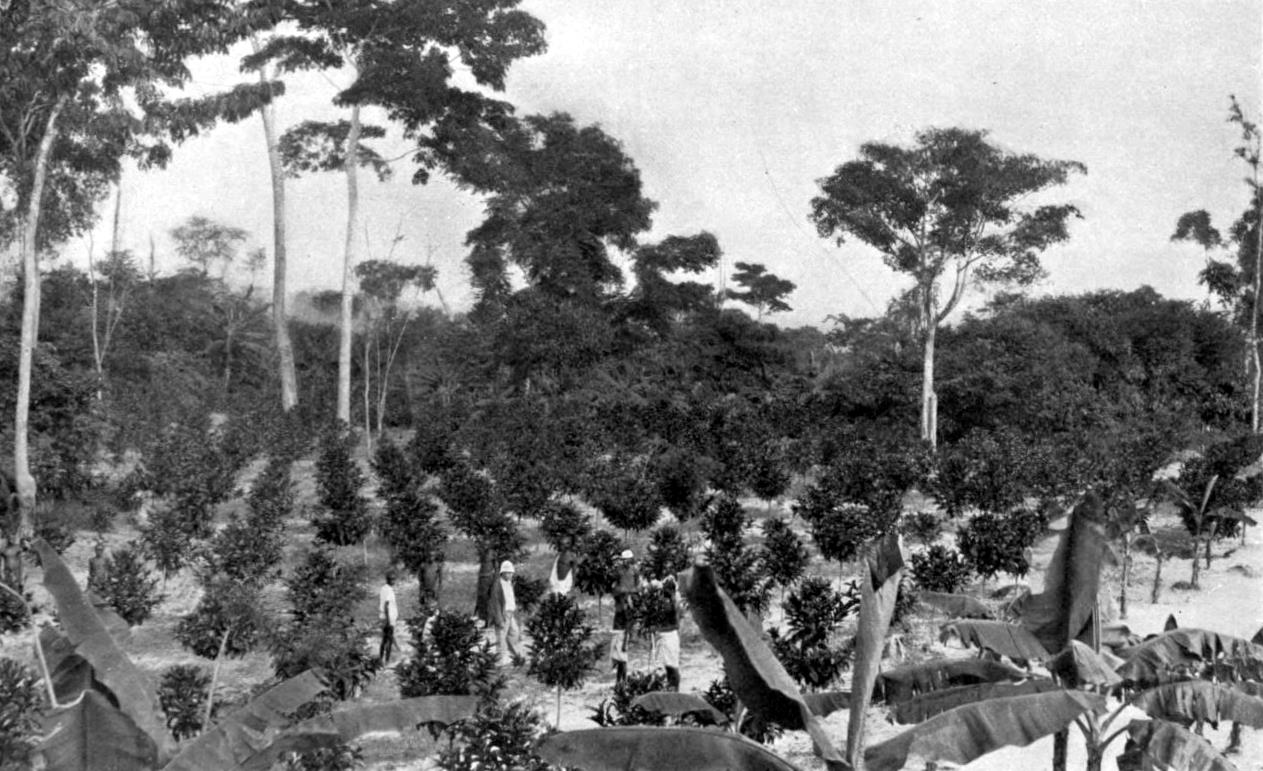
1905年以前のバンダ・オリエンタルのコーヒープランテーション

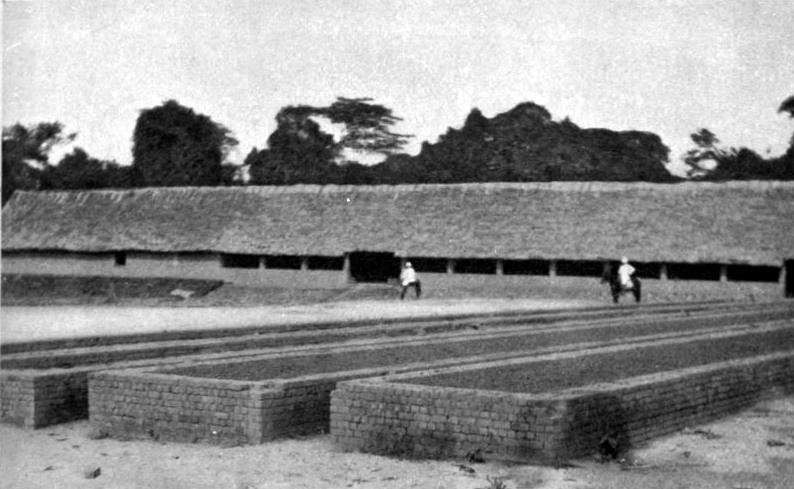
1905年以前のムバンダカのコーヒーの乾燥風景

コンゴ民主共和国におけるコーヒー生産はキブ湖地域を中心に行われている。ロブスタ種とアラビカ種を中心に栽培するコーヒー農家が約1万1,000人いる。

## 農家と協同組合
2013年時点においてコンゴ民主共和国には11,000人以上のコーヒー農家がいる。FurahaやMuungano、Sopacdiのような協同組合はコーヒー農家にとって、販売や分配を担う重要なパートナーである。

## 栽培種
多くの品種のコーヒーが栽培されているが、イシロ、
ウバンギ州、ウェレ州、キブ州、カサイ州、コンゴ中央州などの北東部ではロブスタ種が主力種となっている。キブ州やイトゥリ州の標高が高い地域ではアラビカ種が栽培されている。アラビカ種は全体の生産量の5分の1を占めている。

## 生産
1989年までコーヒーの輸出量は年119,320トンであったが、1997年から1998年まで行われた第一次コンゴ内戦が主因となって、1994–2003期に急減した。複数の地域でコーヒー青枯病が蔓延したことも重なった。内戦の終結にともない、2002年12月に調印された和平合意後、コーヒー生産量は32,000トン（2002年）から40,000トン（2003年）にまで向上した。2006年の60kg袋単位でのコーヒー生産量はアラビカ種が100,000袋、ロブスタ種が470,000袋であった。合計輸出量は400,000袋であったが、2010年のコーヒー生産量は6,000トンと、119,320トンであった1989年より10パーセント少ない水準にとどまっている。
2012年、政府は、「2011-2015年期コーヒー生産復興戦略文書」と題したコーヒー産業の復興計画を打ち出し、100万米ドルの補助金予算を計上した。この計画を実行することにより、2015年に120,000トンにコーヒーを増産することが見込まれた。コーヒー産業復興支援地域は南キブ州の8地域、ロブスタ種が栽培されているバンドゥンドゥ州、約700ヘクタールに渡ってアラビカ種が栽培されている東部州である。

## 脚註
1. 1 2  Foote, Willy (2013年10月17日). “In Violent Congo, Hope In The Shape Of A Coffee Bean”. Forbes 2015年6月1日閲覧。
2. ↑   Surveys of African Economies: Democratic Republic of Congo, Malagasy Republic, Malawi, Mauritius, and Zambia. International Monetary Fund. (1971). p. 25
3. 1 2  Kisangani & Bobb 2009, p. 89.
4. 1 2 3 4 5  “DR Congo: Fresh Start for DR Congo’s Coffee Producers”. Inter Press Service News Agency. (2015年5月31日) 2015年6月2日閲覧。
5. 1 2   Export Opportunities and Barriers in African Growth and Opportunity Act-Eligible Countries, Inv. 332-464. U.S. International Trade Commission, DIANE Publishing. p. 3. ISBN 978-1-4578-1970-4
6. 1 2  “Congo, Democratic Republic of the – Coffee; Green – Production, Consumption, Imports, & Exports”.   indexmundi.com. 2015年6月2日閲覧。